# گیم‌فاکس
گیم‌فاکس (به انگلیسی: GameFAQs) وب‌گاهی است که پرسشگان‌ها و راهنماهای راهبردی را برای بازی‌های ویدیویی میزبانی می‌کند.